# Antonio Guerrero
Antonio Guerrero, född 18 oktober 1958 i Miami, Florida, är en av de omtalade fem kubaner som sitter fängslade i USA, hans föräldrar bodde i Miami när han föddes, men direkt efter revolutionen 1959 återvände de till Kuba.